# Legislatura delle Isole Vergini Americane
La Legislatura delle Isole Vergini Americane è il ramo legislativo delle Isole Vergini Americane, avente le facoltà di Assemblea legislativa territoriale.
Essa è composta da 15 membri aventi mandato biennale ed eletti in due collegi plurinominali (Saint Thomas e Saint Croix) secondo il “sistema maggioritario plurinominale a blocchi” ed in uno solo, il collegio elettorale di Saint John, con il sistema maggioritario secco.
Poiché tuttavia esso non è uno Stato federato, e dunque la sua sovranità non è riconosciuta intrinsecamente, tale organo (e l’intero territorio) sono sotto la diretta supervisione del Congresso degli Stati Uniti e pertanto le risoluzioni del Consiglio possono essere esaminate dal Congresso, che può opporsi e addirittura alterare in toto la disciplina delle competenze conferite.
L’organo, ai sensi della legislazione di autonomia, si interfaccia anche con la figura del Governatore che, eletto dai cittadini, rappresenta il Potere esecutivo al pari degli altri Stati e della Federazione.

## Storia

### Periodo coloniale danese (1852-1917)
Le radici della legislatura moderna risalgono al passaggio della “Legge Coloniale del 1852” durante il periodo sotto il Regno di Danimarca. Essa infatti ha creato un' “Assemblea coloniale” per le Indie occidentali danesi, così come la nomina di un vicereggente che fungesse da governatore esecutivo della colonia, per conto del Re di Danimarca. Nonostante il nome, l'Assemblea coloniale ha agito più come un organo consultivo che come una vera legislatura ed i vice-reggenti hanno continuato a riservarsi il diritto di respingere o modificare qualsiasi legge che non ritenessero opportuna.
Un'ulteriore legge coloniale, emanata nel 1863 scompose l'Assemblea in due parti, creando un consiglio coloniale per ciascuna delle tre isole interne (Saint Thomas, Saint Croix e Saint John), con la possibilità di una seduta congiunta su ordine del vicereggente o degli stessi legislatori, dando a quest’ultimi più voce in materia di bilancio. Tuttavia, il monarca danese si riservò ancora il diritto di scegliere diversi membri dei consigli, dando  così alla Danimarca una continua voce in capitolo negli affari legislativi della colonia, insieme ai poteri già in capo al vicereggente ed allo stesso Re.

### Periodo statunitense (dal 1917)
Al momento dell'acquisto da parte degli Stati Uniti delle isole nel 1917, per paura dell'espansione dell’Impero tedesco nei Caraibi, l’organizzazione delle Isole ha subìto una revisione graduale: Dal 1917 al 1931, la Marina degli Stati Uniti amministrava militarmente le isole, con un ufficiale che svolgeva i compiti di governatore, mentre fu consentito ai consigli coloniali creati dai danesi cinquant'anni prima di rimanere, seppur con alcuni limitati cambiamenti. Gli isolani ricevettero la cittadinanza statunitense nel 1927, e dopo una serie di proteste di malcontento popolare per l'incompetente governo militare, le isole furono sottoposte sotto la supervisione del Dipartimento federale dell’interno nel 1931.
Nel 1936, il Congresso degli Stati Uniti ha infine approvato lo “U.S. Virgin Islands Organic Act of 1936”, tramite cui si portò il più grande conferimento di competenze di autogoverno che le isole avessero mai conosciuto, rendendole idealmente parificabili a quelle di uno Stato federato. Per la prima volta, i consigli coloniali, ora consigli municipali, potevano combinarsi quando desideravano formare un'Assemblea legislativa, la quale poteva da quel momento ignorare il veto del governatore con una maggioranza dei due terzi. Il Congresso federale ed il Presidente degli Stati Uniti, tuttavia, al pari di altri territori, hanno continuato a riservarsi il diritto di porre il veto alla legislazione territoriale, in virtù delle disposizioni della Costituzione degli Stati Uniti.
Nel 1954, infine, lo “U.S. Virgin Islands Revised Organic Act of 1954, sciolse i due consigli comunali, creando nuovamente una legislatura permanente unificata e monocamerale per le isole, mentre una revisione della costituzione del territorio nel 1966 aumentò il numero di legislatori da 11 a 15.